# Rejon katerynopilski
Rejon katerynopilski – jednostka administracyjna wchodząca w skład obwodu czerkaskiego Ukrainy.
Rejon utworzony w 1923, ma powierzchnię 672 km² i liczy około 23 tysięcy mieszkańców. Siedzibą władz rejonu jest Katerynopil.
Na terenie rejonu znajdują się 2 osiedlowe rady i 22 silskie rady, obejmujące w sumie 29 wsi i 2 osady.

## Miejscowości rejonu
- Brodeckie[2] (Бродецьке)
- Czerwony Bród (Червоний Брід)
- Romejkówka[3] (Гончариха)
- Gruszkówka[4] (Грушківка)
- Hulajpole[5] (Гуляйполе)
- Jampol[6] (Ямпіль)
- Jaroszówka[7](Ярошівка)
- Jerki[8] (Єрки)
- Elżbietówka[9] (Єлизаветка)
- Kajetanówka[10] (Кайтанівка)
- Katerynopil (Kalnibłota, ukr. Катеринопіль)
- Kisielówka[11] (Киселівка)
- Kobylanka[12] (Кобилянка)
- Lisicza Bałka[13] (Лисича Балка)
- Łukówka[14] (Луківка)
- Lubystek (Любисток)
- Mokra Kalihorka[15] (Мокра Калигірка)
- Nadwysie (Надвисся)
- Nowosielica[16] (Новоселиця)
- Nowoukrainka (Новоукраїнка)
- Palczyk[17] (Пальчик)
- Petrykówka[18] (Петраківка)
- Potoki[19] (Потоки)
- Radczycha[20] (Радчиха)
- Rosochowatka[21] (Розсохуватка)
- Romejkówka[22] (Ромейково)
- Stojkowa[23] (Стійкове)
- Stupiczna[24] (Ступичне)
- Sucha Kalihorka[25] (Суха Калигірка)
- Szostakowe (Шостакове)
- Werbowiec[26] (Вербовець)
- Wieknina[27] (Вікнине)
- Żeleźniaczka[28] (Залізнячка)